# 閻宝瑟
閻 宝瑟（えん ほうしつ、1108年 - 1133年）は、北宋の徽宗の妃嬪。

## 生涯
婉容嬪の位を授けられた。
靖康の変後、金に連行され、金軍の多くの兵士に凌辱されて妊娠した。金に到着後は、妊婦だったことを考慮されたため、連行途中で出産した小王婕妤や他の4人の妊娠させられた妃嬪と一緒に、昏徳公（徽宗）のもとに帰された。翌年（金の天会6年）2月27日（1128年4月21日）、男子を産んだが、夭逝したという。
金の天会8年（1130年）4月27日、男子の趙柱を産んだ。天会11年（1133年）9月4日、閻宝瑟は25歳で死去した。次男の趙柱は、南宋と金の国交が回復した時（1162年）まで、金で暮らしていたことが伝わっている。

## 子女
- 男子（無名）
- 趙柱

## 伝記資料
- 『靖康稗史箋證』
- 『三朝北盟会編』